# Hiéroglyphe égyptien A17A
Pour les articles homonymes, voir Enfant (homonymie).
Le hiéroglyphe égyptien A17A (enfant assis) est classifié dans la section A «  L'Homme et ses occupations » de la liste de Gardiner ; il y est noté A17A.

## Représentation
Il représente un enfant assis, bras gauche pendant et bras droit pointant devant lui ou pendant.

## Utilisation
| A3 |

| A3 |

| A17 |

| A17 |

| N41 · z | A17A |

| N41 · z | A17A |

| ms | w | A17A | Z2 |

| ms | w | A17A | Z2 |